# Supertěžká váha
Supertěžká váha (anglicky Super heavyweight) je nejtěžší váhová kategorie v některých bojových sportech, která následuje po těžké váze.

## Box
V profesionálním boxu je supertěžká váha sloučena s těžkou váhou, ve které bojují boxeři nad 91 kg. V amatérském boxu má tento limit až supertěžká váha.

## Mixed Martial Arts
V MMA obecně do supertěžké váhy patří bojovníci nad 120 kg.